# 塔爾欣
塔爾欣，是馬耳他的市镇，位於馬爾他島東南部。市镇面積为0.9平方公里，2019年人口数量为8,627人。該鎮最古老的廟宇建於公元前2800年。

## 外部連結
- 官方网站  （马耳他文） （英文）
- The Tarxien Temples （页面存档备份，存于） （英文）